# Серпуховский поход
Серпуховский поход — военное предприятие Бориса Годунова, состоявшееся в 1598 году.

## Предпосылки
После венчания на царство Борису Годунову пришлось подтвердить его силой оружия в отношении Крымского ханства.

## События
Русское войско, вышедшее навстречу крымским татарам, расположилось на берегу реки Оки вблизи Серпухова, на лугу рядом с Владычным монастырём.
На протяжении нескольких недель сряду проходила демонстрация силы противнику.

## Итоги
В результате послы Гази-Гирея сообщили о признании крымским ханом за Борисом Годуновым царского титула и предложили мир и дружбу, на что новый русский царь ответил согласием.

## Царская благодарность
К этому времени относятся значительные пожертвования со стороны царя местным монастырям, в которых было начато широкомасштабное каменное строительство.